# Sabaâ Aïyoun
Sabaâ Aïyoun (arabiska: سبع عيون) är en stad i Marocko. Den ligger i provinsen El Hajeb och regionen Fès-Meknès, 140 km öster om huvudstaden Rabat. Antalet invånare var 26 277 vid folkräkningen 2014.